# Судебная система Испании
Судебная система Испании — система специализированных органов государственной власти (судов), осуществляющих правосудие на территории Испании. Нормы, регулирующие эту деятельность, помещены в Разделе VI Конституции, касающемся судебной власти (статьи 117—127), а также в Органическом законе 6/1985 от 1 июля о судебной власти, измененном Органическими законами 19/2003, 20/2003 и 2/2004.

## Структура
Судебную систему Испании составляют:
- мировые суды;
- муниципальные суды;
- суды первой инстанции округов;
- провинциальные суды;
- высокие суды автономных сообществ;
- Национальный высокий суд;
- Верховный суд.

Органом управления судебной системой является Генеральный совет судебной власти.

## Генеральный совет
Генеральный совет является органом управления судебной власти Испании.

### Состав
Совет состоит из председателя и 20 членов.
Председатель Генерального совета также является Верховного суда. На эту должность может быть назначен юрист, стаж работы которого по юридической профессии составляет более 15 лет. Председатель назначается по предложению 3/5 голосов членов Совета. Данное предложение принимается на организационном заседании. Назначение оформляется королевским декретом, который контрассигнуется Председателем Правительства. Повторное назначение возможно один раз.
Члены совета назначаются Королём Испании сроком на 5 лет. 12 из них судьями из судей всех категорий из своей среды и 8 — из числа опытных адвокатов и других юристов, работающих по юридической специальности более 15 лет. Члены (гласные) Генерального совета не могут совмещать какие-либо занятия, кроме управления своим личным или семейным имуществом. Они обладают иммунитетами, которые присущи судьям Верховного суда.

### Компетенция
К компетенции Генерального совета относятся:
- назначение на должность судей и магистратов;
- перемещение по должности судей и магистратов;
- регулирование их административного статуса и дисциплинарных отношений.

Кроме того, Совет предлагает Королю Испании для назначения кандидатуру председателя Верховного суда.

## Верховный суд

### Общие положения
Верховный суд является высшим судебным органом Испании. Его юрисдикция распространяется на всю территорию Испании.

### Структура
Верховный суд состоит из 6 (5) палат (палата — исп. salas), которые рассматривают дела согласно своей компетенции:
- по гражданским делам;
- по уголовным делам;
- по административным делам;
- по трудовым делам;
- по социальным делам;
- дела о военных преступлениях (воинская палата).

Кроме того, имеются Особая палата и Палата по вопросам управления. В состав каждой из палат входят от 10 до 12 членов и председатель палаты.

### Компетенция
Верховный суд рассматривает:
- апелляции на решения национального или регионального судов;
- иски против членов парламента.

## Национальный суд
Юрисдикция суда распространяется на всю территорию Испании.

### Структура, состав и компетенция
Национальный суд состоит из пленума и 3 палат: палата по уголовным делам, палата по административным спорам и палата по социальным вопросам.
Коллегия по уголовным делам первой инстанции рассматривает дела по обвинению в преступлениях против монарха, наследника Короны, высших органов власти и должностных лиц государства. Кроме того, в её компетенцию входит слушание дел, связанных с фактами фальшивомонетничества, с финансовыми махинациями, с контрабандой наркотиков, а также в отношении лиц, которые совершили преступления за пределами Испании, и вопросы экстрадиции.